# Missing (Everything But The Girl)
Missing is oorspronkelijk een nummer van het Britse populaire muziekduo Everything But The Girl en de tweede single van hun achtste studioalbum Amplified Heart uit (1994). Het is geschreven door de twee bandleden, Tracey Thorn en Ben Watt, en is geproduceerd door Watt. Op 8 augustus 1994 werd de oorspronkelijke versie in het Verenigd Koninkrijk en Ierland op single uitgebracht. In juni 1995 werd de Todd Terry Club Mix wereldwijd op single uitgebracht.

## Achtergrond
Het werd de tweede single van het album en kwam in thuisland het Verenigd Koninkrijk en in Ierland als single uit op 8 augustus 1994 door Atlantic Records en Blanco Y Negro Records. In eerste instantie behaalde de single niet veel succes, maar nadat Todd Terry het remixte en in juni 1995 de single opnieuw werd uitgebracht als Todd Terry Remix, werd het een wereldwijde hit.
De single behaalde de nummer 1-positie in Duitsland, Denemarken, IJsland, Hongarije, Italië en Canada. In de Verenigde Staten werd de 2e positie bereikt in de Billboard Hot 100. Ook in o.a. Australië en Frankrijk werd de 2e positie behaald. In thuisland het Verenigd Koninkrijk werd de 3e positie bereikt in de UK Singles Chart, evenals in Ierland, Zweden en in de Eurochart Hot 100. 
In Nederland was de single in week 24 van 1995 de 63e Dancesmash op Radio 538 en in week 26 van 1995 de 124e Megahit op toen Radio 3FM en werd een gigantische hit. De single bereikte de 5e positie in de publieke hitlijst; toentertijd de Mega Top 50 op Radio 3FM en de 3e positie in de Nederlandse Top 40 op destijds Radio 538.
In België bereikte de single de 10e positie in de Vlaamse Ultratop 50, de 30e positie in de Vlaamse Radio 2 Top 30 en de 2e positie in de Waalse Ultratop 50.
In de sinds december 1999 jaarlijks uitgezonden NPO Radio 2 Top 2000 van de Nederlandse publieke radiozender NPO Radio 2 stond de single tot nu toe uitsluitend in 2006 en 2007 in de lijst genoteerd, met als hoogste notering een 1822e positie in 2006.

## NPO Radio 2 Top 2000
| Nummer met noteringen in de NPO Radio 2 Top 2000 | '06  | '07  |
| ------------------------------------------------ | ---- | ---- |
| Missing                                          | 1822 | 1907 |

1. ↑  Een vetgedrukt getal geeft de hoogste notering aan.
2. ↑  2006 was het eerste jaar met een notering voor dit nummer.
3. ↑  Deze tabel is bijgewerkt tot en met de laatste editie (2024).